# Новострельцовский сельский совет
Новострельцовский сельский совет (укр. Новострільцівська сільська рада) — входит в состав
Меловского района
Луганской области
Украины.

## Населённые пункты совета
- с. Берёзовое
- с. Заречное
- с. Новострельцовка

## Адрес сельсовета
92540, Луганська обл, Міловський р-н, с. Новострільцівка, вул. Леніна, 57; тел. 9-67-31  (укр.)